# Скален омар Тристан да Куна
Скален омар Тристан да Куна (Jasus tristani) е вид ракообразно от семейство Palinuridae.

## Разпространение
Видът е разпространен в Асенсион и Тристан да Куня и Остров Света Елена.